# Gynoplistia (Gynoplistia) variata flavidula
Gynoplistia (Gynoplistia) variata flavidula is een ondersoort van de tweevleugelige Gynoplistia (Gynoplistia) variata uit de familie steltmuggen (Limoniidae). De ondersoort komt voor in het Neotropisch gebied.